# Torben Grael
Torben Schmidt Grael (* 22. července 1960, São Paulo) je brazilský sportovní jachtař soutěžící ve třídách Star, Snipe a Soling. Je držitelem pěti olympijských medailí - dvou zlatých (1996 a 2004), jedné stříbrné (1984) a dvou bronzových (1988 a 2000). Pět olympijských medailí v jachtingu je rekord, který drží spolu s Benem Ainsliem a Robertem Scheidtem. Je prvním jachtařem, který na pět cenných kovů na OH dosáhl. Je též čtyřnásobným mistrem světa. Jeho dcera Martine Graelová se stala také jachtařkou a olympijskou vítězkou (2016).